# Kalendarium powstania warszawskiego – 21 września

## 21 września, czwartek

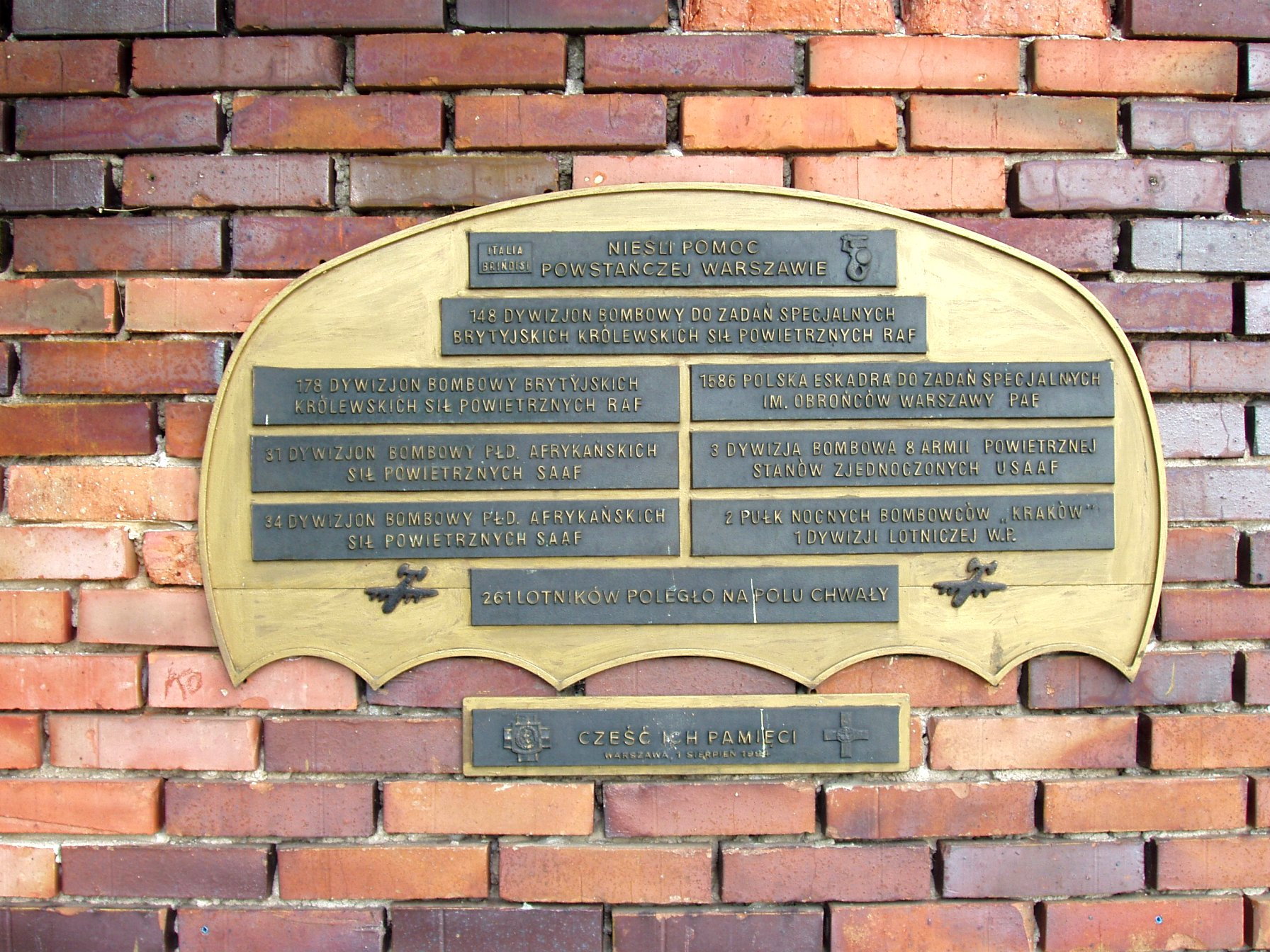
Przy placu Krasińskich

Trwają zaciekłe walki na Solcu (określanym jako Górny Czerniaków). Resztki oddziałów Kedywu i „berlingowcy” odpierają niemieckie ataki idące wzdłuż ulicy Wilanowskiej. Niemcy z wielkim trudem zdobywają domy nr 3/5, 4 i 6. Ostatecznie w polskich rękach pozostają tylko dwie zniszczone bombami kamienice: Wilanowska 1 i przyległa do niej Solec 53 oraz odcinek ok. 200 metrów brzegu Wisły z zatopionym częściowo statkiem spacerowym „Bajka”. Obrońcom brakuje już wszystkiego: amunicji, żywności, nawet wody, po którą wieczorami organizowane są ryzykowne wyprawy nad rzekę.
W zajętej kamienicy przy ul. Wilanowskiej 5 Niemcy wieszają 12 schwytanych tam mężczyzn, w tym kapelana księdza „Karola”. W podziemiach budynku mordują 122 rannych, wśród których znajdował się m.in. kapitan „Topolnicki” (Jan Misiurewicz) – dowódca kompanii w brygadzie „Broda 53”. 17 rannych ratuje opiekująca się nimi lekarka – doktor „Konstancja” (Irena Konopacka-Semadeni).
Ostatnie zrzuty z samolotów aliantów nad Warszawą, Kampinosem i Lasem Kabackim.
Z meldunku Bora-Komorowskiego:

Sytuacja w rejonie Starego Miasta poważna. Amunicja na wyczerpaniu. Żołnierz bardzo zmęczony. Druzgocąca przewaga techniczna nieprzyjaciela wystawiła na ciężką próbę odporność naszego żołnierza i społeczeństwa.
Z meldunku Antoniego Chruściela („Montera”):

Naszych zwrotów zaczepnych npl [nieprzyjaciel] nie wytrzymuje. Toteż jest to nasza najwłaściwsza forma walki.
Wyświetlenie w kinie Palladium (przy ul. Złotej 7/9) drugiej części kroniki filmowej pt. Warszawa walczy, w której ukazane były sceny zdobycia PAST-y (z 20 sierpnia). 
Centralny Komitet Ludowy uznał PKWN za rząd tymczasowy.